# Nedoceratops

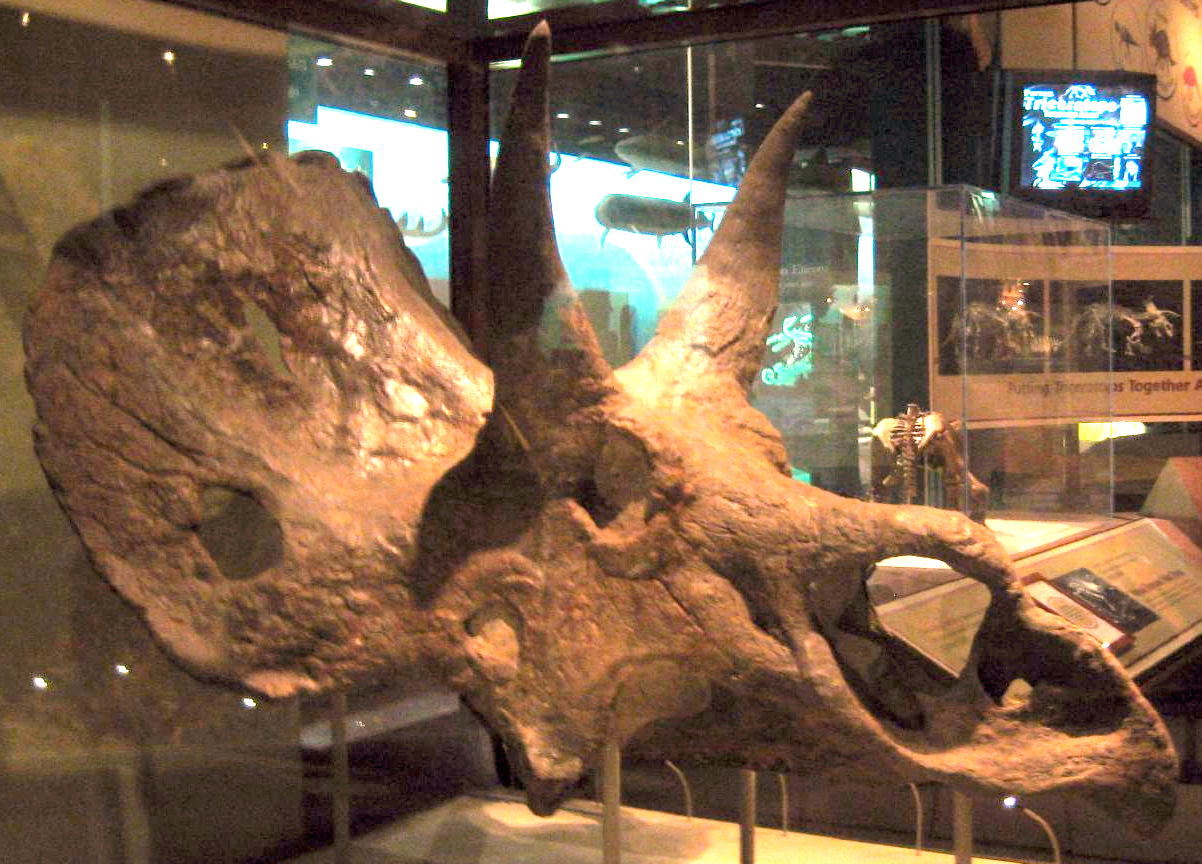
Череп Nedoceratops

Nedoceratops — вероятно, невалидный род динозавров из семейства цератопсид. По мнению большинства специалистов, синоним трицератопса. Известен по ископаемым остаткам из меловых отложений Северной Америки (маастрихтский ярус, формация Ланс).

## Описание
Единственный образец USNM 2412 представляет собой почти полный череп без нижней челюсти, длиной до 1,8 метра.
Аутапоморфии включают редуцированный носовой рог, почти неотличимый от носовой кости, надбровные рога, обращённые вверх (под прямым углом к линии челюсти), и очень маленькие окна в теменной кости.
На черепе есть явные патологии — например, асимметрия окон и кости вокруг них (сильная утолщённость на левой стороне черепа по сравнению с правой). По оценке Ричарда Лалла (1933), область левой чешуйчатой кости тяжело поражена некой болезнью, а поскольку там прикреплялась одна из важных для движений головы мышц, нормально двигать головой животное не могло.

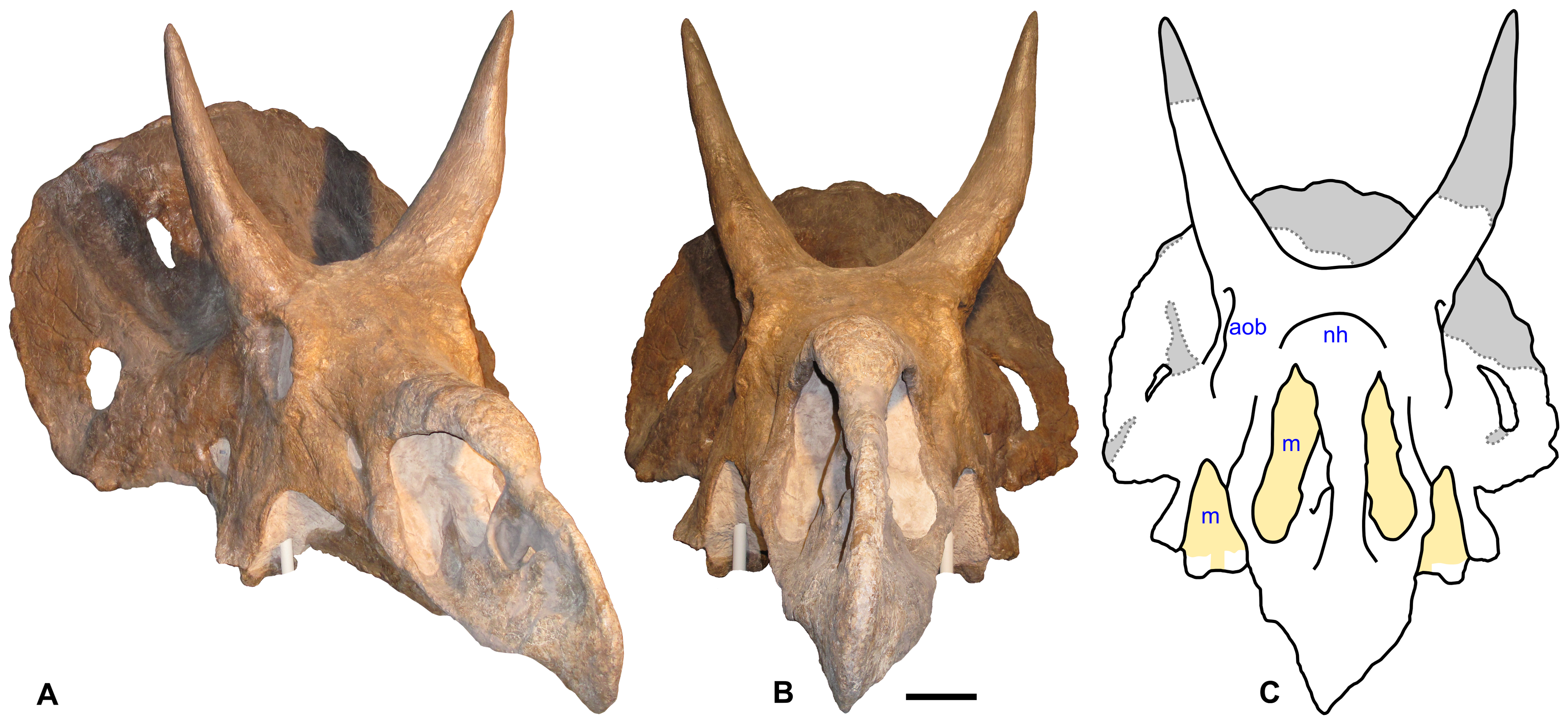
Череп с разных сторон

## История изучения и систематика

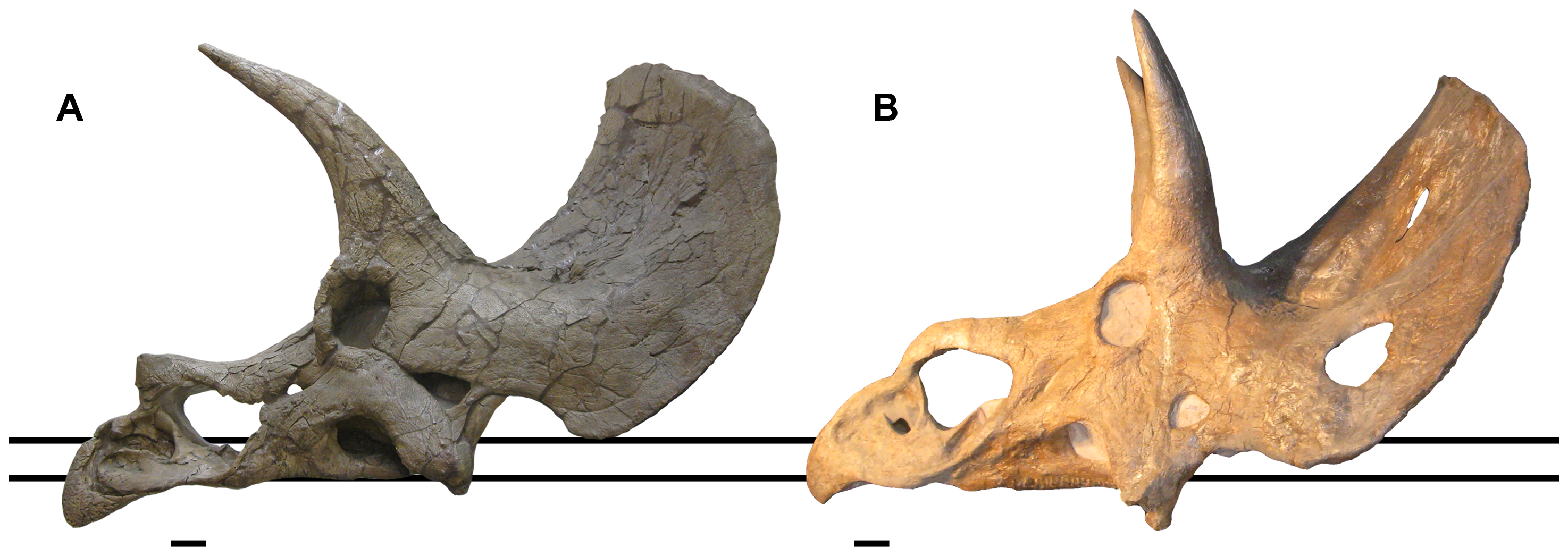
Сопоставление черепов Triceratops и Nedoceratops

Голотип был обнаружен в 1891 году Джоном Хетчером и его полевой командой в округе Найобрэра, штат Вайоминг, США, в конкреции песчаника. Хетчер собирался описать его как новый вид и род, но умер в 1904 году, не закончив работу. В 1905 году Ричард Свэнн Лалл назвал находку Diceratops hatcheri. Однако позже Лалл засомневался в её принадлежности к отдельному роду (сохраняя уверенность в самостоятельности вида), в частности потому, что считал отверстия в черепе возникшими от ранений или болезни. В 1933 году он классифицировал его как Triceratops hatcheri.
В 1986 году Джон Остром и Петер Веллнхофер, сделав ревизию рода трицератопс, пришли к выводу, что все известные находки можно отнести к одному виду — Triceratops horridus, хотя не исключена и самостоятельность нескольких других видов, в том числе T. hatcheri. В публикациях 1990 и 1996 годов Кэтрин Форстер предложила восстановить Diceratops как действительный род. Многие специалисты не поддержали этот вывод, продолжая считать D. hatcheri синонимом T. horridus. В 2007 году Ву Сяочунь и др. опубликовали результаты кладистического анализа на основе морфологических признаков, согласно которому Diceratops является отдельным родом подсемейства хазмозаврин и более близким родственником торозавра, чем трицератопса.
В 2007 году российский энтомолог Андрей Украинский обнаружил, что название Diceratops ещё в 1869 году было задействовано Арнольдом Фёрстером для рода насекомых, и предложил для рода динозавров новое название Nedoceratops, означающее «неполнорогая морда» (из-за отсутствия носового рога). В следующем году не знавший об этом португальский палеонтолог Октавио Матеуш предложил переименовать Diceratops в Diceratus, но название Nedoceratops, как опубликованное раньше, имеет приоритет.
В 2010 году Джон Хорнер и Джон Сканелла пришли к выводу, что Nedoceratops — это переходная форма между молодыми и взрослыми особями трицератопса (а торозавр — это его же взрослые особи). В следующем году это оспорил Эндрю Фаркэ: на основании ряда признаков он установил, что череп Nedoceratops принадлежал вполне взрослой особи и сделал вывод, что трицератопс, торозавр и, вероятно, Nedoceratops — самостоятельные роды. В 2013 году такой же результат был получен в исследовании Леонардо Майорино, Эндрю Фаркэ и др. Николас Лонгрич с соавторами в ряде публикаций (2011, 2012, 2014), согласившись с тем, что эти формы не являются возрастными стадиями, счёл отличия Nedoceratops от трицератопсов недостаточными для его выделения в отдельный род. Это мнение по состоянию на 2018 год разделяет большинство специалистов.